# Erich Anderson
Erich Anderson, nato Edward Eric Anderson (Sagamihara, 24 ottobre 1956 – Los Angeles, 1º giugno 2024), è stato un attore statunitense.

## Filmografia

### Cinema
- Venerdì 13 parte IV: Capitolo finale (Friday the 13th: The Final Chapter), regia di Joseph Zito (1984)
- Rombo di tuono (Missing in Action), regia di Joseph Zito (1984)
- Patty - La vera storia di Patty Hearst (Patty Hearst), regia di Paul Schrader (1988)
- Bat*21, regia di Peter Markle (1988)
- Infinity, regia di Matthew Broderick (1996)
- Where's Marlowe?, regia di Daniel Pyne (1998)
- L'amore infedele - Unfaithful (Unfaithful), regia di Adrian Lyne (2002)
- The Neighbor, regia di Aaron Harvey (2017)

### Televisione
- La signora in giallo (Murder, She Wrote) – serie TV, episodio 3x03 (1986)
- Dallas – serie TV, episodi 11x23-11x24 (1988)
- Coppia d'assi (Pair of Aces), regia di Aaron Lipstadt – film TV (1990)
- Divisi dalla legge (The Antagonists) – serie TV, episodio 1x01 (1991)
- Star Trek: The Next Generation – serie TV, episodio 5x14 (1992)
- Melrose Place – serie TV, episodi 2x26-2x27 (1994)
- Matlock – serie TV, episodio 9x06 (1994)
- Gramps - Segreto di famiglia (Gramps), regia di Bradford May – film TV (1995)
- Settimo cielo (7th Heaven) – serie TV, episodio 1x08 (1996)
- Fascino assassino (If Looks Could Kill), regia di Sheldon Larry – film TV (1996)
- 2 poliziotti a Palm Beach (Silk Stalkings) – serie TV, episodio 7x09 (1997)
- Ladri per la pelle (Thick as Thieves), regia di Scott Sanders – film TV (1998)
- Il tocco di un angelo (Touched by an Angel) – serie TV, episodio 5x03 (1998)
- Chicago Hope – serie TV, episodio 5x20 (1999)
- E.R. - Medici in prima linea (ER) – serie TV, episodio 6x03 (1999)
- Felicity – serie TV, 9 episodi (1998-2002)
- NYPD - New York Police Department (NYPD Blue) – serie TV, 7 episodi (2000)
- CSI - Scena del crimine (CSI: Crime Scene Investigation) – serie TV, episodio 1x03 (2000)
- X-Files (The X-Files) – serie TV, episodio 8x05 (2001)
- Oltre i limiti (The Outer Limits) – serie TV, episodi 2x16-7x04 (1996-2001)
- In tribunale con Lynn (Family Law) – serie TV, episodio 3x07 (2001)
- JAG - Avvocati in divisa (JAG) – serie TV, episodio 7x08 (2001)
- Senza traccia (Without a Trace) – serie TV, episodio 1x06 (2002)
- Boomtown – serie TV, 5 episodi (2002-2003)
- NCIS - Unità anticrimine (NCIS) – serie TV, episodio 1x09 (2003)
- CSI: Miami – serie TV, episodio 2x19 (2004)
- Jack – film TV, regia di Lee Rose (2004)
- Medical Investigation – serie TV, episodio 1x12 (2005)
- Close to Home - Giustizia ad ogni costo (Close to Home) – serie TV, 5 episodi (2005-2006)
- Dr. House - Medical Division (House, M.D.) – serie TV, episodio 3x19 (2007)
- Cold Case - Delitti irrisolti (Cold Case) – serie TV, episodio 6x18 (2009)
- Ghost Whisperer - Presenze (Ghost Whisperer) – serie TV, episodio 4x22 (2009)
- Detective Monk (Monk) – serie TV, episodio 8x02 (2009)
- The Mentalist – serie TV, episodio 2x17 (2010)

## Doppiatori italiani
Nelle versioni in italiano delle opere in cui ha recitato, Erich Anderson è stato doppiato da:
- Fabrizio Pucci in Close to Home - Giustizia ad ogni costo, Dr. House - Medical Division
- Giuliano Santi in Venerdì 13 - Capitolo finale
- Paolo Maria Scalondro in Felicity
- Romano Malaspina in CSI - Scena del crimine
- Gaetano Varcasia in X-Files
- Angelo Maggi in L'amore infedele - Unfaithful
- Saverio Indrio in NCIS - Unità anticrimine
- Alessandro Rossi in CSI: Miami
- Christian Iansante in Cold Case - Delitti irrisolti
- Antonio Sanna in Ghost Whisperer - Presenze
- Nicola Braile in Detective Monk
- Massimo Lodolo in The Mentalist
- Enzo Avolio in Major Crimes (st. 1)
- Stefano Alessandroni in Major Crimes (ep. 4x04, 5x09)
- Mauro Magliozzi in Bosch